# Fourvière (Hügel)
Der das Stadtbild von Lyon dominierende Hügel im Westen heißt Fourvière. Dies ist ebenfalls der Name des zentralen Stadtviertels, das auf diesem Hügel liegt. Jules Michelet nennt die Erhebung den mystischen Berg oder den Berg, der betet. Das Viertel ist das älteste Siedlungsgebiet von Lyon und wurde als die römische Stadt Lugdunum auf den Grundmauern eines keltischen Heiligtums gegründet, das dem Gott Lugh (Lugdunum bedeutet also Hügel des Lugh) geweiht war.

## Lage
Von Nord nach Süd fließen die Saône und dann die Rhone entlang der letzten Ausläufer des Massif Central. Der Fourvière-Hügel ist Teil einer Hügelkette entlang der Saône von Vaise bis zur Mündung in die Rhône mit einem Höhenunterschied von bis zu 120 m; die absolute Höhe von 318 m wird in Fort de Sainte-Foy erreicht. Sie umfasst, von Nord nach Süd, die Stadtviertel von Saint-Irénée, Loyasse, Fourvière, Saint-Just und erreicht im Süden die Gemeinde Sainte-Foy-lès-Lyon.
Die Saône umspült den Fuß des Hügels, an dem auch das mittelalterliche und von der Renaissance geprägte Vieux Lyon (Alt-Lyon) liegt.
Von der Höhe des Hügels hat man einen Blick auf den Rosengarten und Alt-Lyon, dahinter die Saône und die La Presqu'île (Halbinsel Lyon) und weiter die Rhône mit den Vierteln Les Brotteaux, la Part-Dieu, la Guillottière, Gerland und Monplaisir. Am Rande von Lyon sieht man die Vororte, und über die Ebenen der Dauphiné reicht der Blick bis nach Bugey, zum Chartreuse-Gebirge und den Alpen.
Diese geografische Lage hat eine Kehrseite: Die Wege, die von Alt-Lyon nach oben führen, sind wenige und sehr steil (Montée Saint-Barthélémy, Montée du Chemin-Neuf, Montée de Choulans, Montée des Épies). Einer der ältesten Aufstiege ist die Montée du Gourguillon. Man kann den Aufstieg auch über verschiedene Treppenwege bewältigen, wobei sich eine gute Sicht auf die Stadt bietet (Montée des Chazeaux mit Blick auf das Viertel Saint-Jean und die Kathedrale Saint-Jean, Montée du Garillan, Montée du Change).
Der Aufstieg lässt sich einfacher mit den Standseilbahnen (Funiculaire de Fourvière, Minimes und Saint-Just) bewältigen.

## Geschichte

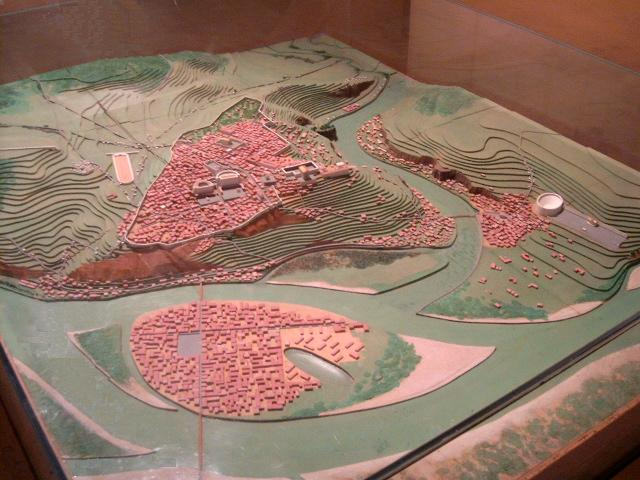
Modell der gallo-romanischen Siedlung Lugdunum: Der Hügel Fourvière war das Herz der Hauptstadt der Gallier.

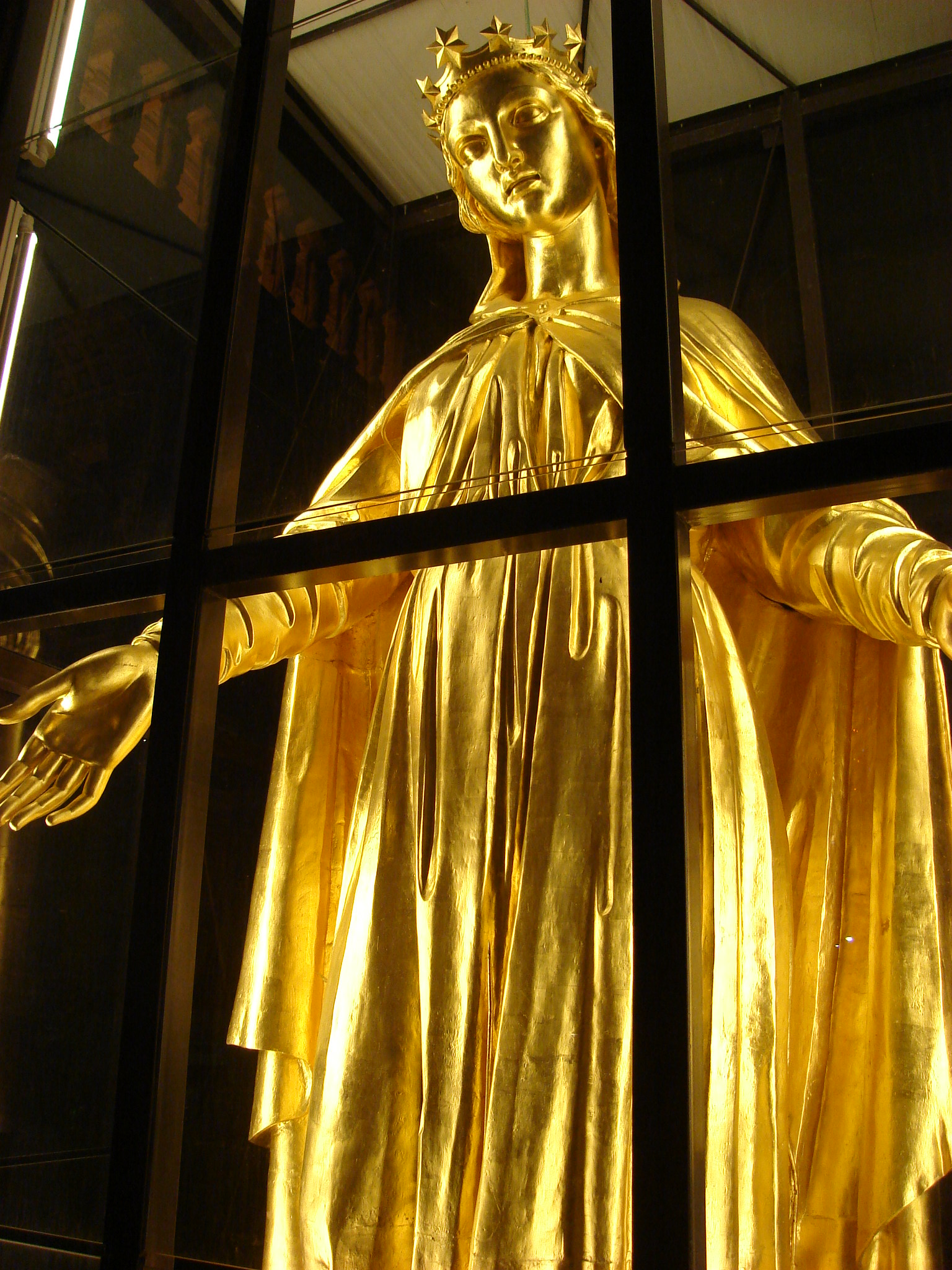
Die vergoldete Jungfrau von Fourvière

Die Römer haben Lugdunum auf dem Gipfel des Hügels gegründet. Der Vorplatz der Basilika ist der Ort, wo sich das alte Forum der Stadt Forum Vetus befand; dieser Name wandelte sich im Laufe der Zeit in Fourvière. Ein Teil des Forums rutschte bei einem Erdrutsch im 9. Jahrhundert ab. Die heutige Basilika Notre-Dame de Fourvière steht auf dem alten Forum im Herzen der römischen Siedlung.
Andere Verwerfungen fanden erst in jüngster Zeit statt, darunter die tragischste von 1930 mit 40 Toten in der Rue Tramassac. Die Ursache war wohl ein Wassereinbruch. Will man einem alten Volksglauben folgen, so befindet sich im Untergrund des Hügels ein See.

## Kirchenfenster
Ein Gelübde der Stadträte führte dazu, dass die alte Kapelle ein Glasfenster bekam, das 1882 von Lucien Bégule im Auftrag von Pierre Bossan gestaltet wurde. Die Fenster der Kirche darüber wurden bei einem anderen Glaser von Louis Sainte-Marie-Perrin, dem Nachfolger von Bossan, bestellt. Die fünf Glasfenster in der Krypta stammen von Lucien Béguel aus dem Jahr 1885.

## Sehenswürdigkeiten
Der so genannte betende Hügel besitzt zahlreiche archäologische und religiöse Altertümer:
- die Grabungsstätte des antiken Theaters von Lyon, das antike Odeon von Lyon und den Pseudo-Tempel der Cybèle
- das Museum der gallo-römischen Zivilisation (Lyon)
- das römische Mausoleum von Lyon (Grabmal des Turbio), die Bögen des Aquädukts von Gier und die Thermen in der Straße des Farges und den Brunnen der Cybèle
- Notre-Dame de Fourvière aus dem 19. Jahrhundert von Pierre Bossan
- die Kapelle Saint-Thomas aus dem 18. Jahrhundert
- das Museum der Kirchenkunst von Fourvière im Bischofspalast
- den Sendeturm Fourvière
- das ehemalige Seminar von Saint Just, heute ein staatliches Gymnasium
- die Kirche Saint-Just aus dem 16. Jahrhundert
- die Kirche Saint-Irénée, eine der ältesten Kirchen Frankreichs mit einer Krypta aus der Karolingerzeit
- den Rosengarten unterhalb der Basilika
- den Höhenpark mit der so genannten Brücke der vier Winde[6]
- die Montée du Gourguillon, die Saint-Just mit Saint-Jean verbindet. Es ist eine der ältesten Straßen von Lyon mit seinem Pflaster und seinen spätmittelalterlichen Häusern (15. Jahrhundert), deren Fenster mit Tierfiguren geschmückt sind. Die Fachwerkhäuser sind heute eine Seltenheit in Lyon. Man sieht sie in der Sackgasse Turquet und der steilen Straße Gourguillon. Im Mittelalter nannte man die Gasse Beauregard wegen der schönen Sicht auf Lyon.

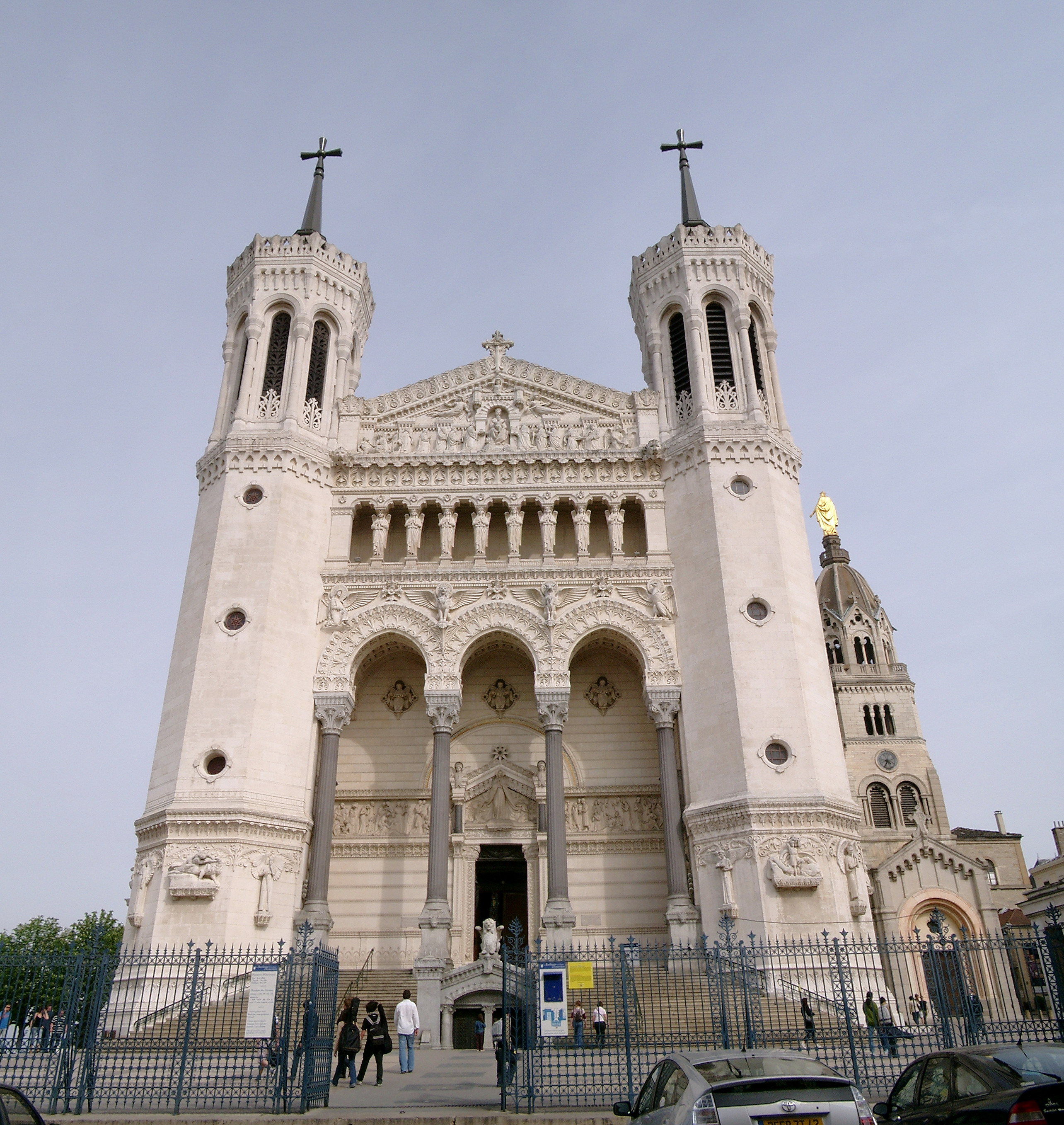
Notre-Dame de Fourvière und rechts die Kapelle Saint-Thomas
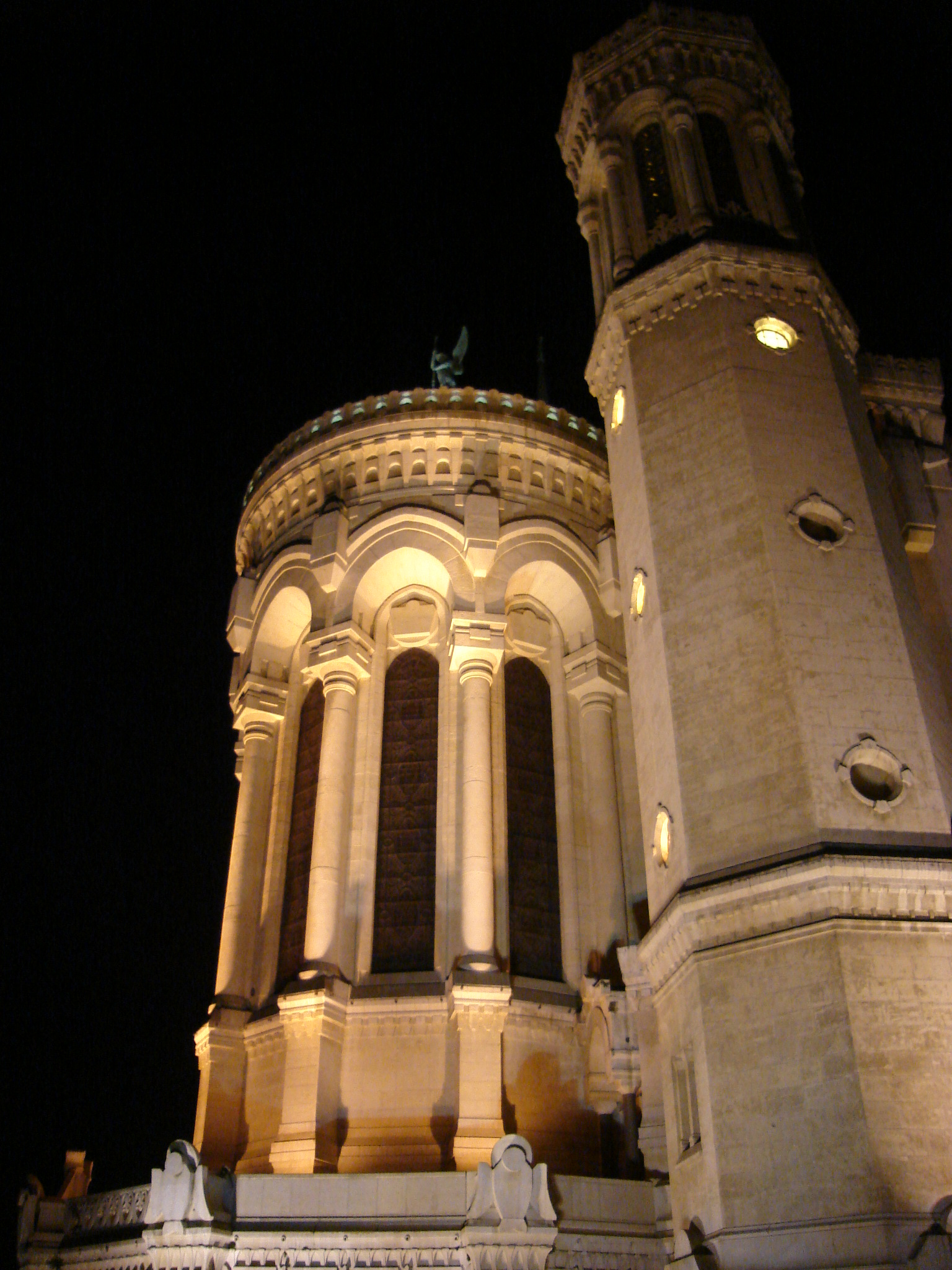
Frontseite der Basilika
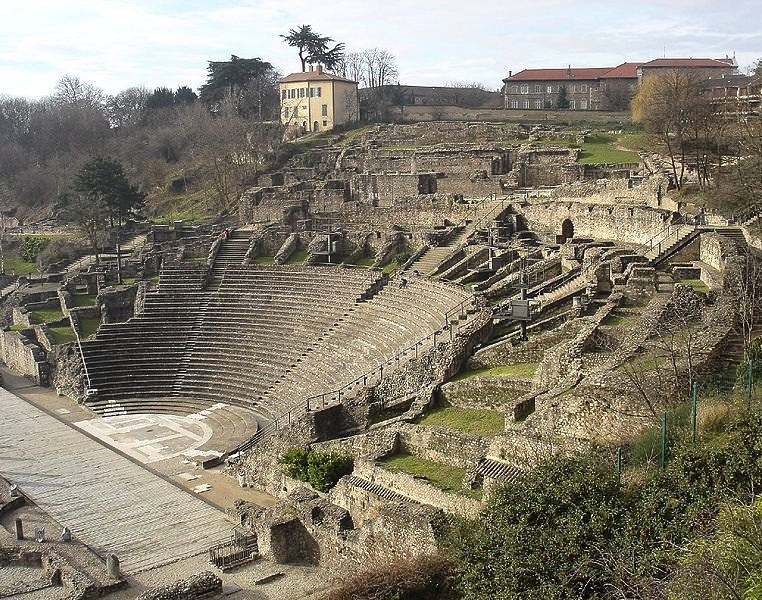
Antikes Theater von Lyon
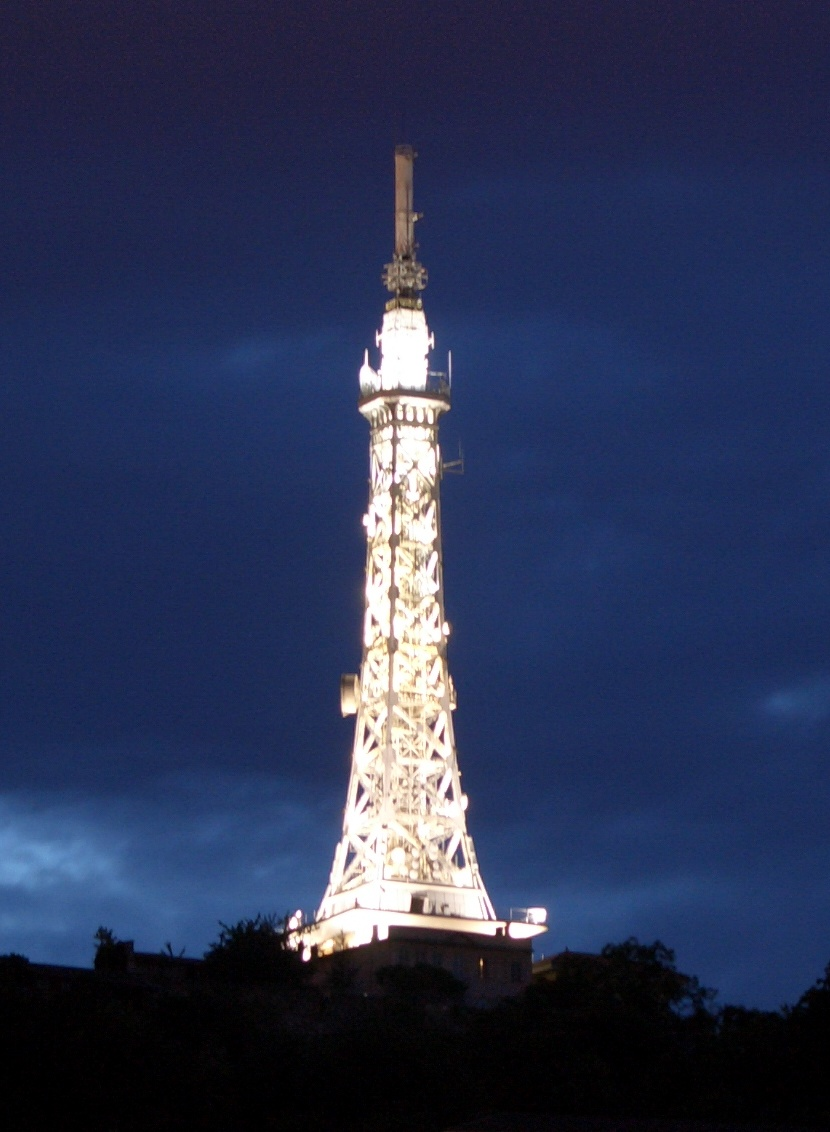
Der Tour métallique de Fourvière
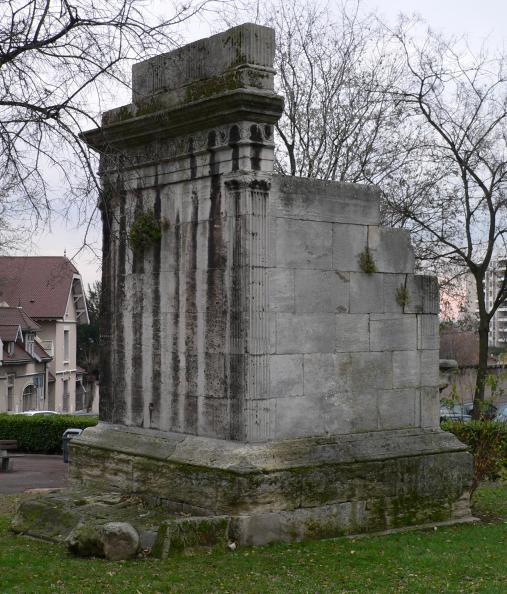
Römisches Mausoleum von Lyon
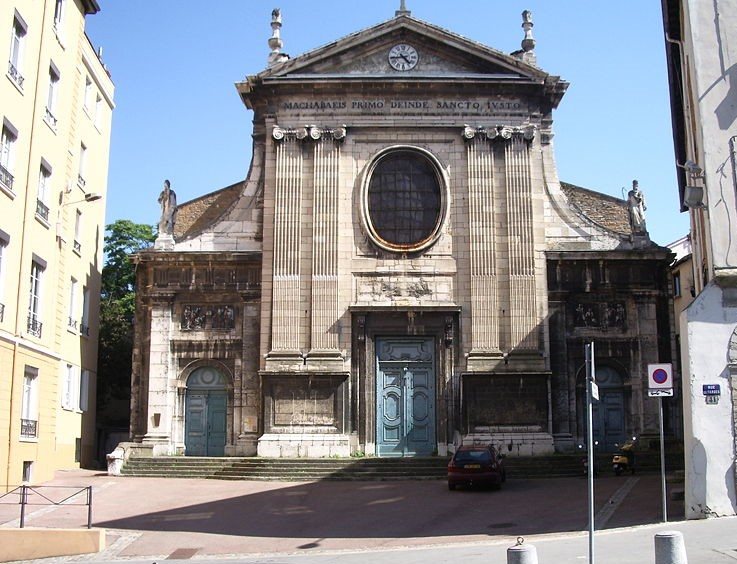
Kirche Saint-Just

## Tunnel
Vier Tunnel durchqueren den Hügel:

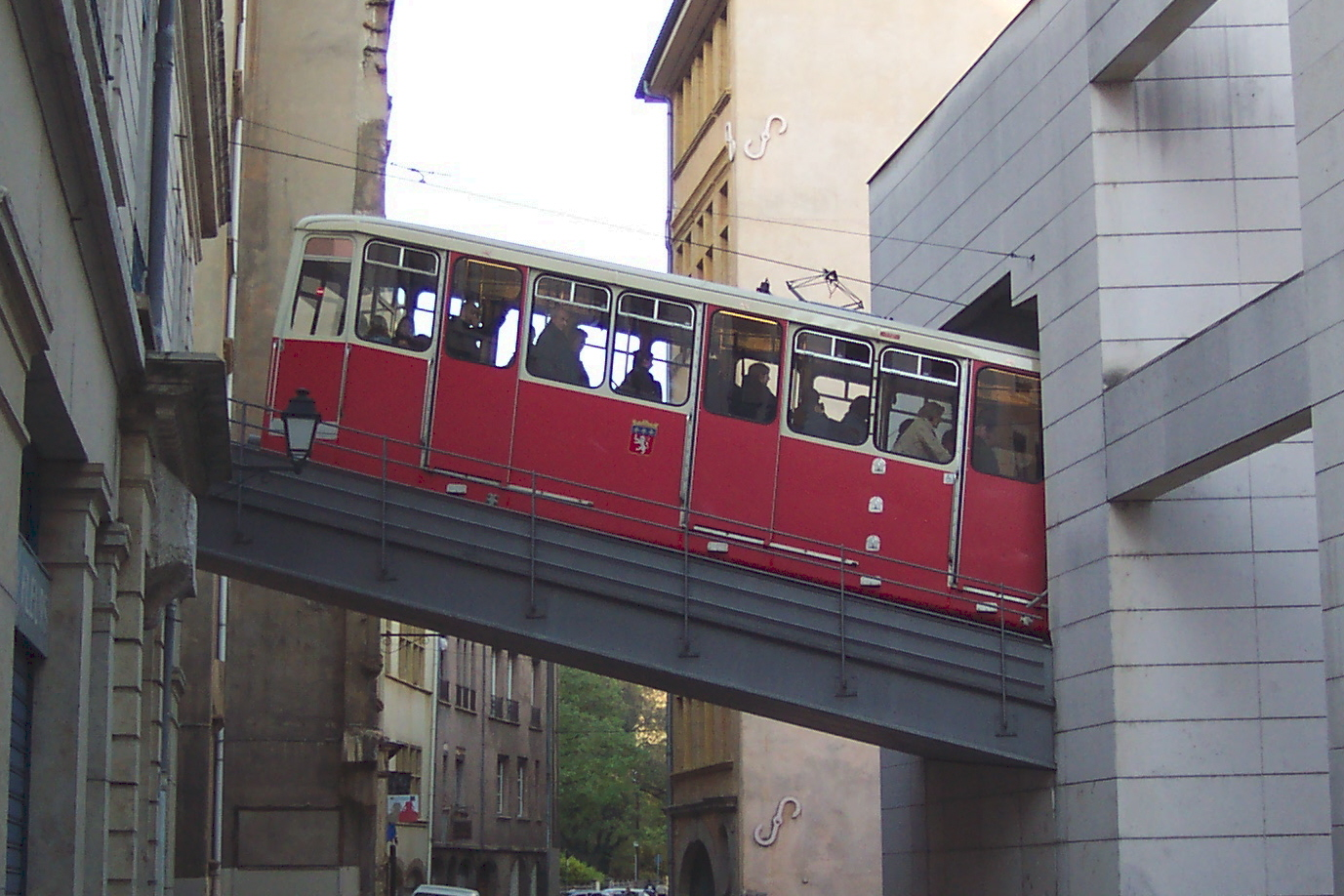
La « ficelle » à l'approche de la nouvelle gare inférieure

- der Tunnel Saint-Irénée (2109 Meter lang) zwischen den Bahnhöfen Gare de Lyon-Vaise und dem Lyon Perrache als Teil der Bahnstrecke Paris–Marseille
- der Tunnel de Loyasse zwischen den Bahnhöfen Gare de Lyon-Saint-Paul zum Gare de Lyon-Gorge-de-Loup als Teil der Bahnstrecke Lyon-Saint-Paul–Montbrison
- der Autobahntunnel Tunnel de Fourvière von Perrache nach Tassin als Teil der Autoroute A6
- der Tunnel der Metrolinie D von Saint-Jean nach Vaise

Zwei Schienenwege führen hier nach oben, eine von Vieux Lyon und eine von der Cathédrale Saint-Jean:
- Die funiculaire F1 Saint-Jean – Minimes – Saint-Just mit Zwischenstationen beim antiken Theater und dem gallo-römischen Museum
- Die funiculaire F2 Saint-Jean – Fourvière, die auch ficelle ("Bindfaden") genannt wird und die auf der Terrasse der Basilika ankommt.

Eine andere Verbindung (ficelle) bestand zwischen Saint-Paul und Fourvière, doch wurde diese aufgegeben.